# 死神集数列表
本条目列出了漫画《BLEACH》所改编的电视动画的集数，动画于2004年10月5日起在東京電視台播出，最后一集于2012年3月27日播出，共播出了366集。在日本首播时本动画的档期有多次移动，另外在2006年至2010年上映了四部剧场版。

## 电视动画
- 底色為   桃色表示該集為動畫原創。

| 集数                                  | 標題                                                                           | 对应原作                     | 首播日期                     |
| 代理死神篇 （第1集－第20集）          | 代理死神篇 （第1集－第20集）                                                   | 代理死神篇 （第1集－第20集） | 代理死神篇 （第1集－第20集） |
| ------------------------------------- | ------------------------------------------------------------------------------ | ---------------------------- | ---------------------------- |
| 1                                     | 成為死神的那天 （）                                                            | 1                            | 2004年10月5日                |
| 2                                     | 死神的工作 （）                                                                | 2–3                          | 2004年10月12日               |
| 3                                     | 哥哥的感覺、妹妹的想法!!!! （）                                                | 4–6                          | 2004年10月19日               |
| 4                                     | 被詛咒的鸚鵡 （）                                                              | 7–9                          | 2004年10月26日               |
| 5                                     | 狂毆看不到的敵人！ （）                                                        | 9–13                         | 2004年11月2日                |
| 6                                     | 死鬥！一護VS一護 （）                                                          | 13–15                        | 2004年11月9日                |
| 7                                     | 變為布娃娃的魂 （）                                                            | 15–18                        | 2004年11月16日               |
| 8                                     | 6月17日、雨的記憶 （）                                                         | 18–20                        | 2004年11月23日               |
| 9                                     | 打不倒的敵人 （）                                                              | 20–25                        | 2004年11月30日               |
| 10                                    | 特急靈場突擊之旅！ （）                                                        | 27–32                        | 2004年12月7日                |
| 11                                    | 傳說中的滅卻師 （）                                                            | 33–36                        | 2004年12月14日               |
| 12                                    | 溫柔的右手 （）                                                                | 36–40                        | 2004年12月21日               |
| 13                                    | 花與虛 （）                                                                    | 41–45                        | 2004年12月28日               |
| 14                                    | 背靠背的死鬥！ （）                                                            | 46–50                        | 2005年1月11日                |
| 15                                    | 魂之哦哈哈哈大作戰 （）                                                        | 原创、26和51                 | 2005年1月18日                |
| 16                                    | 阿散井戀次、參上！ （）                                                        | 52–55                        | 2005年1月25日                |
| 17                                    | 一護、死吧！ （）                                                              | 55–57                        | 2005年2月1日                 |
| 18                                    | 奪回！死神的力量！ （）                                                        | 58–62                        | 2005年2月8日                 |
| 19                                    | 一護、墮落為虛！ （）                                                          | 62–64                        | 2005年2月15日                |
| 20                                    | 市丸銀的影子 （）                                                              | 65–70                        | 2005年2月22日                |
| 屍魂界・潛入篇（第21集－第41集）      |                                                                                |                              |                              |
| 21                                    | 突入！死神的世界 （）                                                          | 71–74                        | 2005年3月1日                 |
| 22                                    | 憎恨死神的男子 （）                                                            | 74–78                        | 2005年3月8日                 |
| 23                                    | 露琪亞處刑、14日前 （）                                                        | 78–79                        | 2005年3月15日                |
| 24                                    | 結集！護廷十三隊 （）                                                          | 80–82                        | 2005年3月22日                |
| 25                                    | 巨大砲彈從中央突破？ （）                                                      | 83–85                        | 2005年3月29日                |
| 26                                    | 結成！最糟糕的二人組 （）                                                      | 85–87                        | 2005年4月5日                 |
| 27                                    | 釋放必殺的一擊！ （）                                                          | 88–89                        | 2005年4月12日                |
| 28                                    | 被盯上的織姫 （）                                                              | 89–91                        | 2005年4月19日                |
| 29                                    | 突破！死神包圍網 （）                                                          | 92–93                        | 2005年4月26日                |
| 30                                    | 阻擋的戀次 （）                                                                | 94–95                        | 2005年5月3日                 |
| 31                                    | 斬首的覺悟 （）                                                                | 96–97                        | 2005年5月10日                |
| 32                                    | 星星與野狗 （）                                                                | 98                           | 2005年5月17日                |
| 33                                    | 奇蹟！神秘的新英雄 （）                                                        | 原创、88.5                   | 2005年5月24日                |
| 34                                    | 黎明的慘劇 （）                                                                | 99–100                       | 2005年5月31日                |
| 35                                    | 暗殺藍染！悄悄接近的黑暗 （）                                                  | 101–102                      | 2005年6月7日                 |
| 36                                    | 更木劍八、逼近！ （）                                                          | 103–104                      | 2005年6月14日                |
| 37                                    | 出拳的理由 （）                                                                | 105–107                      | 2005年6月21日                |
| 38                                    | 窮途末路！被折斷的斬月 （）                                                    | 108–110                      | 2005年6月28日                |
| 39                                    | 不死之身的男人 （）                                                            | 110–113                      | 2005年7月5日                 |
| 40                                    | 岩鷲眼中的死神 （）                                                            | 114–115                      | 2005年7月12日                |
| 41                                    | 重逢、一護和露琪亞 （）                                                        | 116–117                      | 2005年7月19日                |
| 屍魂界・救出篇（第42集－第63集）      |                                                                                |                              |                              |
| 42                                    | 飛舞吧！瞬神夜一 （）                                                          | 118–119                      | 2005年7月26日                |
| 43                                    | 卑劣的死神 （）                                                                | 120–123                      | 2005年8月2日                 |
| 44                                    | 石田、極限的力量！ （）                                                        | 124–126                      | 2005年8月9日                 |
| 45                                    | 超越極限吧！ （）                                                              | 126–128                      | 2005年8月16日                |
| 46                                    | 實錄！死神的學校 （）                                                          | 129                          | 2005年8月23日                |
| 47                                    | 復仇者們 （）                                                                  | 130–131                      | 2005年8月30日                |
| 48                                    | 日番谷、怒吼 （）                                                              | 132–133                      | 2005年9月6日                 |
| 49                                    | 露琪亞的惡夢 （）                                                              | 134–136                      | 2005年9月13日                |
| 50                                    | 甦醒的獅子 （）                                                                | 原创、88.5                   | 2005年9月20日                |
| 51                                    | 行刑的早晨 （）                                                                | 137–139                      | 2005年9月27日                |
| 52                                    | 戀次、魂之誓言！與白哉的死鬥 （）                                              | 140–144                      | 2005年10月4日                |
| 53                                    | 市丸銀的誘惑、崩潰的覺悟 （）                                                  | 145–148                      | 2005年10月4日                |
| 54                                    | 實現的誓言！露琪亞成功奪回！ （）                                              | 149–152                      | 2005年10月18日               |
| 55                                    | 最強的死神！終極的師弟對決 （）                                                | 153–155                      | 2005年10月25日               |
| 56                                    | 超速之戰！女武神之對決 （）                                                    | 156–158                      | 2005年11月1日                |
| 57                                    | 千本櫻、粉碎！衝向天空的斬月 （）                                              | 159–161                      | 2005年11月8日                |
| 58                                    | 解放！黑色的刀刃、奇蹟的力量 （）                                              | 161–163                      | 2005年11月15日               |
| 59                                    | 死鬥終結！白色的榮耀與黑色的思緒 （）                                          | 163–167                      | 2005年11月22日               |
| 60                                    | 令人絕望的真相、揮下的凶刀 （）                                                | 168–171                      | 2005年12月6日                |
| 61                                    | 藍染參上！恐怖的野心 （）                                                      | 172–175                      | 2005年12月13日               |
| 62                                    | 集結！最強的死神軍團 （）                                                      | 176–179                      | 2005年12月20日               |
| 63                                    | 露琪亞的決心、一護的想法 （）                                                  | 180–182                      | 2006年1月10日                |
| 魂狩篇（第64集－第91集）              |                                                                                |                              |                              |
| 64                                    | 新學期、戀次來到現世！？ （）                                                  | 不适用                       | 2006年1月17日                |
| 65                                    | 悄悄接近的恐怖、第二名犧牲者 （）                                              | 不适用                       | 2006年1月24日                |
| 66                                    | 突破！潛藏在迷宮中的圈套 （）                                                  | 不适用                       | 2006年1月31日                |
| 67                                    | 死亡的遊戲！消失的同學 （）                                                    | 不适用                       | 2006年2月7日                 |
| 68                                    | 惡魔的真面目、被說出的秘密 （）                                                | 不适用                       | 2006年2月14日                |
| 69                                    | 名為魂狩！靈魂狩獵者們 （）                                                    | 不适用                       | 2006年2月14日                |
| 70                                    | 露琪亞歸來！代理小組復活 （）                                                  | 不适用                       | 2006年2月21日                |
| 71                                    | 劇烈衝突的時刻！逼近滅卻師的魔手 （）                                          | 不适用                       | 2006年3月7日                 |
| 72                                    | 水的攻擊！逃出被封閉的醫院 （）                                                | 不适用                       | 2006年3月14日                |
| 73                                    | 水與煙火的幻影 壯觀！雨中的大決戰（1小時特別篇） 魂狩集结！开始行动的男人 （） | 不适用                       | 2006年3月28日                |
| 74                                    | 水與煙火的幻影 壯觀！雨中的大決戰（1小時特別篇） 永远生存一族的记忆 （）       | 不适用                       | 2006年3月28日                |
| 75                                    | 十一番隊震驚！復活的死神 （）                                                  | 不适用                       | 2006年4月4日                 |
| 76                                    | 力量的衝擊！福瑞德vs斬月 （）                                                  | 不适用                       | 2006年4月4日                 |
| 77                                    | 無法消逝的怨念！劍八所斬的死神 （）                                            | 不适用                       | 2006年4月11日                |
| 78                                    | 護廷十三隊驚愕！！被歷史掩埋的真實 （）                                        | 不适用                       | 2006年5月2日                 |
| 79                                    | 芳野、拚死的意志 （）                                                          | 不适用                       | 2006年5月9日                 |
| 80                                    | 強敵的突擊！小小最終防衛戰！？ （）                                            | 不适用                       | 2006年5月16日                |
| 81                                    | 日番谷出擊！被襲擊的街道 （）                                                  | 不适用                       | 2006年5月23日                |
| 82                                    | 一護VS達魯克！白色的黑暗出現 （）                                              | 不适用                       | 2006年5月30日                |
| 83                                    | 灰色之影、多爾的秘密 （）                                                      | 不适用                       | 2006年6月6日                 |
| 84                                    | 代理小組分裂？背叛的露琪亞 （）                                                | 不适用                       | 2006年6月13日                |
| 85                                    | 淚之死鬥！露琪亞vs織姬 （）                                                    | 不适用                       | 2006年6月13日                |
| 86                                    | 亂菊起舞！斬向看不見的敵人 （）                                                | 不适用                       | 2006年6月20日                |
| 87                                    | 白哉召集！開始行動的護廷十三隊 （）                                            | 不适用                       | 2006年7月4日                 |
| 88                                    | 副隊長全滅！？地下洞窟的陷阱 （）                                              | 不适用                       | 2006年7月11日                |
| 89                                    | 再戰！？石田vs音夢 （）                                                        | 不适用                       | 2006年7月18日                |
| 90                                    | 阿散井戀次、魂之卍解 （）                                                      | 不适用                       | 2006年7月25日                |
| 91                                    | 死神和滅卻師、復甦的力量 （）                                                  | 不适用                       | 2006年8月1日                 |
| 魂狩‧屍魂界 強襲篇（第92集－第109集） |                                                                                |                              |                              |
| 92                                    | 再次突入死神世界 （）                                                          | 不适用                       | 2006年8月8日                 |
| 93                                    | 魂狩強襲！震驚的護廷十三隊 （）                                                | 不适用                       | 2006年8月15日                |
| 94                                    | 日番谷的決意！激戰的時刻逼近 （）                                              | 不适用                       | 2006年8月22日                |
| 95                                    | 白哉上陣！風裂櫻舞 （）                                                        | 不适用                       | 2006年9月5日                 |
| 96                                    | 一護、白哉、狩矢，三方的戰鬥！ （）                                            | 不适用                       | 2006年9月12日                |
| 97                                    | 日番谷出擊！斬向森林中的敵人 （）                                              | 不适用                       | 2006年9月19日                |
| 98                                    | 激戰！更木劍八vs一之瀨真樹 （）                                                | 不适用                       | 2006年10月4日                |
| 99                                    | 死神VS死神！失控的力量 （）                                                    | 不适用                       | 2006年10月11日               |
| 100                                   | 碎蜂之死？隱密機動的最後 （）                                                  | 不适用                       | 2006年10月18日               |
| 101                                   | 涅繭利卍解！！澤渡，惡魔的激戰 （）                                            | 不适用                       | 2006年11月1日                |
| 102                                   | 最後的滅卻師！爆發的力量 （）                                                  | 不适用                       | 2006年11月8日                |
| 103                                   | 石田、超越界限的攻擊！ （）                                                    | 不适用                       | 2006年11月15日               |
| 104                                   | 死鬥十番隊！綻放的冰輪丸 （）                                                  | 不适用                       | 2006年11月22日               |
| 105                                   | 狩矢！爆發前的倒數計時 （）                                                    | 不适用                       | 2006年11月29日               |
| 106                                   | 生命與復仇！石田、終極的選擇 （）                                              | 不适用                       | 2006年12月6日                |
| 107                                   | 被斬落的劍！破滅的瞬間 （）                                                    | 不适用                       | 2006年12月13日               |
| 108                                   | 慟哭的巴溫特！最後的激戰 （）                                                  | 不适用                       | 2006年12月20日               |
| 109                                   | 一護和露琪亞、扭轉乾坤的思緒 （）                                              | 不适用                       | 2007年1月4日                 |
| 破面‧出現篇（第110集－第131集）       |                                                                                |                              |                              |
| 110                                   | 死神代理再開！恐怖的轉學生? （）                                               | 183-185                      | 2007年1月10日                |
| 111                                   | 驚愕！父親的真面目? （）                                                       | 186-187                      | 2007年1月17日                |
| 112                                   | 戰爭的開始、假面軍勢與破面 （）                                                | 188-190                      | 2007年1月24日                |
| 113                                   | 世界崩潰序曲、破面來襲 （）                                                    | 190-192                      | 2007年1月31日                |
| 114                                   | 重逢、一護與露琪亞與死神們 （）                                                | 192-195                      | 2007年2月7日                 |
| 115                                   | 特別命令！趕到的死神們 （）                                                    | 196-197                      | 2007年2月14日                |
| 116                                   | 邪惡的眼神、藍染再臨 （）                                                      | 198                          | 2007年2月21日                |
| 117                                   | 露琪亞戰鬥開始！冰凍的白刃 （）                                                | 199-202                      | 2007年2月28日                |
| 118                                   | 一角卍解！摧毀一切的力量 （）                                                  | 203-205                      | 2007年3月7日                 |
| 119                                   | 更木隊秘錄！好運的男人們 （）                                                  | 206                          | 2007年3月21日                |
| 120                                   | 日番谷落敗！破碎的冰輪丸 （）                                                  | 207-209                      | 2007年3月28日                |
| 121                                   | 衝突！守護者vs承擔者 （）                                                      | 210-213                      | 2007年4月12日                |
| 122                                   | 假面！覺醒者們的力量 （）                                                      | 213-215                      | 2007年4月18日                |
| 123                                   | 一護、完全虛化！？ （）                                                        | 216-218                      | 2007年4月25日                |
| 124                                   | 衝突！黑色卍解與白色卍解 （）                                                  | 219-220                      | 2007年5月2日                 |
| 125                                   | 緊急報告！藍染的恐怖計畫 （）                                                  | 221-223                      | 2007年5月9日                 |
| 126                                   | 雨龍vs龍弦！激鬥的滅卻師父子 （）                                              | 224-226                      | 2007年5月16日                |
| 127                                   | 浦原的決心、織姬的想法 （）                                                    | 227-229                      | 2007年5月31日                |
| 128                                   | 惡夢般的破面！日番谷隊出擊 （）                                                | 不适用                       | 2007年6月7日                 |
| 129                                   | 飛舞降臨的闇之使者！惡意的繁殖 （）                                            | 不适用                       | 2007年6月13日                |
| 130                                   | 看不見的敵人！日番谷、無情的決心 （）                                          | 不适用                       | 2007年6月20日                |
| 131                                   | 亂菊之淚、兄妹悲傷的離別 （）                                                  | 不适用                       | 2007年6月27日                |
| 破面・虛圏救出篇（第132集－第151集）  |                                                                                |                              |                              |
| 132                                   | 日番谷與夏梨與足球 （）                                                        | 不适用                       | 2007年7月4日                 |
| 133                                   | 一角、熱血劍道物語 （）                                                        | 不适用                       | 2007年7月10日                |
| 134                                   | 美麗的甜點師、弓親！ （）                                                      | 不适用                       | 2007年7月17日                |
| 135                                   | 被算計的魂！亂菊看見的… （）                                                   | 不适用                       | 2007年7月28日                |
| 136                                   | 虛圈內亂！烏爾奇奧拉之死 （）                                                  | 不适用                       | 2007年8月8日                 |
| 137                                   | 惡意的戰爭、藍染的圈套 （）                                                    | 不适用                       | 2007年8月22日                |
| 138                                   | 虛圈再動！日番谷VS牙密 （）                                                    | 229-231                      | 2007年8月29日                |
| 139                                   | 一護vs葛力姆喬、11秒的戰鬥！ （）                                              | 232-234                      | 2007年9月5日                 |
| 140                                   | 烏爾奇奧拉的計策、太陽沉落之時 （）                                            | 234-236                      | 2007年9月12日                |
| 141                                   | 再見了…，黑崎君 （）                                                           | 237                          | 2007年9月19日                |
| 142                                   | 嚴令！禁止營救井上織姬 （）                                                    | 238-239                      | 2007年9月26日                |
| 143                                   | 復活的葛力姆喬 （）                                                            | 240-241                      | 2007年10月3日                |
| 144                                   | 石田、茶渡，新力量的前兆 （）                                                  | 241-243                      | 2007年10月17日               |
| 145                                   | 十刃集結！藍染的御前會議 （）                                                  | 244-245                      | 2007年10月24日               |
| 146                                   | 其名為妮露！不可思議的破面登場 （）                                            | 246-247                      | 2007年10月31日               |
| 147                                   | 大虛之森！尋找失蹤的露琪亞 （）                                                | 不适用                       | 2007年11月7日                |
| 148                                   | 雅忘人、來自過去的死神 （）                                                    | 不适用                       | 2007年11月14日               |
| 149                                   | 崩潰中的森林、百萬的大虛 （）                                                  | 不适用                       | 2007年11月21日               |
| 150                                   | 誓約！再次活著回到這裡 （）                                                    | 247-249                      | 2007年11月28日               |
| 151                                   | 狂暴颶風！遭遇舞之破面 （）                                                    | 250-251                      | 2007年12月5日                |
| 破面・激鬥篇（第152话－第167话）      |                                                                                |                              |                              |
| 152                                   | 一護反撃！這就是我的卍解 （）                                                  | 252-254                      | 2007年12月12日               |
| 153                                   | 惡魔的研究！薩爾阿波羅的企圖 （）                                              | 254-256, 262                 | 2007年12月19日               |
| 154                                   | 露琪亞與海燕、悲傷的重逢 （）                                                  | 263-264                      | 2007年12月26日               |
| 155                                   | 露琪亞反擊！釋放出決死的鬼道 （）                                              | 264-267                      | 2008年1月9日                 |
| 156                                   | 石田&佩薛、友情的合體攻擊 （）                                                 | 256-257                      | 2008年1月16日                |
| 157                                   | 石田的王牌、切靈之物 （）                                                      | 258-259                      | 2008年1月23日                |
| 158                                   | 巨人的右臂、惡魔的左臂 （）                                                    | 260-261                      | 2008年1月30日                |
| 159                                   | 茶渡泰虎之死！織姬的眼淚 （）                                                  | 262-267                      | 2008年2月6日                 |
| 160                                   | 遺言，心就在這裡… （）                                                         | 267-269                      | 2008年2月13日                |
| 161                                   | 殘酷的破面、烏爾奇奧拉的挑釁 （）                                              | 269-270                      | 2008年2月20日                |
| 162                                   | 獰笑的薩爾阿波羅、戀次包圍網完成 （）                                          | 270-272                      | 2008年2月27日                |
| 163                                   | 死神與滅卻師，與瘋狂之戰 （）                                                  | 272-274                      | 2008年3月5日                 |
| 164                                   | 石田的作戰！攻防的20秒 （）                                                    | 275-277                      | 2008年3月12日                |
| 165                                   | 殺意沸騰！歡喜的葛力姆喬 （）                                                  | 278-280                      | 2008年3月19日                |
| 166                                   | 全力VS全力！虛化的一護 （）                                                    | 281-283                      | 2008年4月9日                 |
| 167                                   | 終結之時、葛力姆喬的末日 （）                                                  | 284-286                      | 2008年4月16日                |
| 新队长天贝绣助篇（第168话－第189话）  |                                                                                |                              |                              |
| 168                                   | 新隊長登場、名為天貝繡助 （）                                                  | 不适用                       | 2008年4月23日                |
| 169                                   | 新展開、危險轉學生出現！ （）                                                  | 不适用                       | 2008年5月7日                 |
| 170                                   | 月夜的死鬥！謎之刺客與斬魄刀 （）                                              | 不适用                       | 2008年5月14日                |
| 171                                   | 犬龍、綻放的紅色之花 （）                                                      | 不适用                       | 2008年5月21日                |
| 172                                   | 貴船上陣！凜冽肆虐的烈風 （）                                                  | 不适用                       | 2008年5月28日                |
| 173                                   | 巨惡登場！霞大路家的黑暗 （）                                                  | 不适用                       | 2008年6月4日                 |
| 174                                   | 被囚禁的一護、突破鏡之結界！ （）                                              | 不适用                       | 2008年6月11日                |
| 175                                   | 復仇的刺客、被盯上的一護 （）                                                  | 不适用                       | 2008年6月18日                |
| 176                                   | 怪異！啃食暗殺者的刀 （）                                                      | 不适用                       | 2008年6月25日                |
| 177                                   | 逆轉的露琪亞！暴走的貘爻刀 （）                                                | 不适用                       | 2008年6月25日                |
| 178                                   | 顯現出來的惡夢！鏡中的一護 （）                                                | 不适用                       | 2008年7月2日                 |
| 179                                   | 對立！？天貝VS護廷十三隊 （）                                                  | 不适用                       | 2008年7月9日                 |
| 180                                   | 公主的決心、悲傷的新娘 （）                                                    | 不适用                       | 2008年7月18日                |
| 181                                   | 二番隊出擊！被包圍的一護 （）                                                  | 不适用                       | 2008年7月23日                |
| 182                                   | 天貝的實力、斬魄刀解放！ （）                                                  | 不适用                       | 2008年7月30日                |
| 183                                   | 蠢動的黑暗！貴船的真面目 （）                                                  | 不适用                       | 2008年8月6日                 |
| 184                                   | 吉良和貴船、三番隊攻防戰 （）                                                  | 不适用                       | 2008年8月20日                |
| 185                                   | 冰與炎！天貝VS日番谷之激鬥 （）                                                | 不适用                       | 2008年8月27日                |
| 186                                   | 出擊命令！緝拿霞大路家 （）                                                    | 不适用                       | 2008年9月3日                 |
| 187                                   | 一護大怒！暗殺者的秘密 （）                                                    | 不适用                       | 2008年9月10日                |
| 188                                   | 決鬥！天貝VS一護 （）                                                          | 不适用                       | 2008年9月17日                |
| 189                                   | 墮落死神的驕傲 （）                                                            | 不适用                       | 2008年10月7日                |
| 破面・VS.死神篇（第190话－第205话）   |                                                                                |                              |                              |
| 190                                   | 虛圈篇、再開！ （）                                                            | 回顾161-167、286-287         | 2008年10月14日               |
| 191                                   | 瘋狂之宴、薩爾阿波羅劇場 （）                                                  | 288-289                      | 2008年10月21日               |
| 192                                   | 妮露的秘密、巨乳美女參戰！？ （）                                              | 290-292                      | 2008年10月28日               |
| 193                                   | 無法抵抗、恐怖的人偶劇 （）                                                    | 292-293                      | 2008年11月4日                |
| 194                                   | 妮莉艾露的過去 （）                                                            | 294-295                      | 2008年11月11日               |
| 195                                   | 終極合體！佩薛的認真 （）                                                      | 296-297                      | 2008年11月18日               |
| 196                                   | 參戰！最強死神軍團登場 （）                                                    | 298-299                      | 2008年11月25日               |
| 197                                   | 白哉卍解、寧靜的憤怒 （）                                                      | 300-301                      | 2008年12月2日                |
| 198                                   | 兩名科學家、繭利的陷阱 （）                                                    | 302-303                      | 2008年12月9日                |
| 199                                   | 聖誕、復活的薩爾阿波羅 （）                                                    | 304-305                      | 2008年12月16日               |
| 200                                   | 最硬的身體！？斬向諾伊特拉 （）                                                | 306-308                      | 2008年12月23日               |
| 201                                   | 諾伊特拉解放！增殖的手臂 （）                                                  | 308-310                      | 2009年1月6日                 |
| 202                                   | 激鬥終結！最強的是誰 （）                                                      | 311-312                      | 2009年1月13日                |
| 203                                   | 空座町集結！藍染對死神 （）                                                    | 313-315                      | 2009年1月20日                |
| 204                                   | 一護的切腹說服大作戰☆ （）                                                     | 不适用                       | 2009年1月27日                |
| 205                                   | 心跳！到處是虛的足球大賽 （）                                                  | 不适用                       | 2009年2月3日                 |
| 過去篇（第206话－第212话）            |                                                                                |                              |                              |
| 206                                   | 過去篇開始！110年前的真相 （）                                                 | -108、原创                   | 2009年2月10日                |
| 207                                   | 十二番隊新隊長、浦原喜助 （）                                                  | -107、原创                   | 2009年2月17日                |
| 208                                   | 藍染與天才少年 （）                                                            | -106～-104                   | 2009年2月24日                |
| 209                                   | 六車九番隊，出動吧！ （）                                                      | -104～-103                   | 2009年3月3日                 |
| 210                                   | 日世里死了？悲劇的開端 （）                                                    | -103～-101                   | 2009年3月10日                |
| 211                                   | 背叛！暗中活動的藍染 （）                                                      | -100～-99                    | 2009年3月17日                |
| 212                                   | 營救平子！藍染VS浦原 （）                                                      | -98～-97                     | 2009年3月24日                |
| 破面・空座決戰篇（第213话－第229话）  |                                                                                |                              |                              |
| 213                                   | 魂葬刑事卡拉克萊薩誕生 （）                                                    | [ 1 ]                        | 2009年3月31日                |
| 214                                   | 卡拉克萊薩的最後一天 （）                                                      | [ 1 ]                        | 2009年4月7日                 |
| 215                                   | 保護空座町！死神全部登場 （）                                                  | 316-317                      | 2009年4月14日                |
| 216                                   | 精銳！四位死神 （）                                                            | 318-319                      | 2009年4月21日                |
| 217                                   | 美麗的小惡魔夏洛特 （）                                                        | 320-321                      | 2009年4月28日                |
| 218                                   | 吉良，在絕望之中的戰鬥 （）                                                    | 322-323                      | 2009年5月5日                 |
| 219                                   | 檜佐木始解！其名為… （）                                                       | 324-326                      | 2009年5月12日                |
| 220                                   | 一角倒下？！死神的危機 （）                                                    | 326-328                      | 2009年5月19日                |
| 221                                   | 全面對決！死神VS十刃 （）                                                      | 328-330                      | 2009年5月26日                |
| 222                                   | 最兇殘二人組！？碎蜂＆大前田 （）                                              | 331-332                      | 2009年6月2日                 |
| 223                                   | 驚異的肉體！吉歐解放 （）                                                      | 332-333                      | 2009年6月9日                 |
| 224                                   | 3vs1的戰鬥！亂菊的危機 （）                                                    | 333-336                      | 2009年6月16日                |
| 225                                   | 副隊長全滅！恐怖的妖獸 （）                                                    | 336-337                      | 2009年6月23日                |
| 226                                   | 激戰結束？邁向新的戰鬥！ （）                                                  | 338-340、原创                | 2009年6月30日                |
| 227                                   | 奇妙的錯誤 （）                                                                | [ 2 ]                        | 2009年7月7日                 |
| 228                                   | 夏天！大海！泳裝盛典！！ （）                                                  | [ 2 ]                        | 2009年7月14日                |
| 229                                   | 魂的吶喊？假髮死神誕生！ （）                                                  | 不适用                       | 2009年7月21日                |
| 斬魄刀異聞篇（第230话－第255话）      |                                                                                |                              |                              |
| 230                                   | 新的敵人！斬魄刀實體化 （）                                                    | 不适用                       | 2009年7月28日                |
| 231                                   | 白哉、與櫻花一起消失 （）                                                      | 不适用                       | 2009年8月4日                 |
| 232                                   | 袖白雪vs露琪亞！心的困惑 （）                                                  | 不适用                       | 2009年8月11日                |
| 233                                   | 變成敵人的斬月 （）                                                            | 不适用                       | 2009年8月18日                |
| 234                                   | 戀次驚愕！？二人的蛇尾丸 （）                                                  | 不适用                       | 2009年8月25日                |
| 235                                   | 激突！檜佐木VS風死 （）                                                        | 不适用                       | 2009年9月1日                 |
| 236                                   | 釋放！新的月牙天衝 （）                                                        | 不适用                       | 2009年9月8日                 |
| 237                                   | 碎蜂，包圍斬魄刀！ （）                                                        | 不适用                       | 2009年9月15日                |
| 238                                   | 友情？厭惡？灰貓與飛梅 （）                                                    | 不适用                       | 2009年9月22日                |
| 239                                   | 覺醒吧冰輪丸！日番谷激戰 （）                                                  | 不适用                       | 2009年9月29日                |
| 240                                   | 背叛的白哉 （）                                                                | 不适用                       | 2009年10月6日                |
| 241                                   | 為了榮耀！白哉vs戀次 （）                                                      | 不适用                       | 2009年10月13日               |
| 242                                   | 死神＆斬魄刀、總出撃 （）                                                      | 不适用                       | 2009年10月20日               |
| 243                                   | 一對一單挑！一護VS千本櫻 （）                                                  | 不适用                       | 2009年10月27日               |
| 244                                   | 充分準備…劍八登場！ （）                                                       | 不适用                       | 2009年11月3日                |
| 245                                   | 追擊白哉！混亂的護廷隊 （）                                                    | 不适用                       | 2009年11月10日               |
| 246                                   | 特務！救出山本總隊長 （）                                                      | 不适用                       | 2009年11月17日               |
| 247                                   | 被欺騙的死神！世界崩潰的危機 （）                                              | 不适用                       | 2009年11月24日               |
| 248                                   | 冰龍與火龍！最強對決 （）                                                      | 不适用                       | 2009年12月1日                |
| 249                                   | 千本櫻卍解！現世的攻防 （）                                                    | 不适用                       | 2009年12月8日                |
| 250                                   | 那個男人‧為了朽木家… （）                                                      | 不适用                       | 2009年12月15日               |
| 251                                   | 黑暗的歷史！最兇殘的死神、誕生 （）                                            | 不适用                       | 2009年12月22日               |
| 252                                   | 白哉、被背叛所隱藏的真相 （）                                                  | 不适用                       | 2010年1月5日                 |
| 253                                   | 虛閃！？揭開村正的真面目 （）                                                  | 不适用                       | 2010年1月12日                |
| 254                                   | 白哉與戀次，六番隊再來 （）                                                    | 不适用                       | 2010年1月19日                |
| 255                                   | 終章．斬魄刀異聞篇 （）                                                        | 不适用                       | 2010年1月26日                |
| 斩魄刀异闻篇外传（第256话－第265话）  |                                                                                |                              |                              |
| 256                                   | 憤怒的白哉！朽木家崩壞 （）                                                    | 不适用                       | 2010年2月2日                 |
| 257                                   | 新的敵人！刀獸的真面目 （）                                                    | 不适用                       | 2010年2月9日                 |
| 258                                   | 迷路之蛇、受難之猿 （）                                                        | 不适用                       | 2010年2月16日                |
| 259                                   | 恐怖！潛藏在地下的怪物 （）                                                    | 不适用                       | 2010年2月23日                |
| 260                                   | 終結！？檜佐木vs風死 （）                                                      | 不适用                       | 2010年3月2日                 |
| 261                                   | 未知的能力者！被盯上的織姬 （）                                                | 不适用                       | 2010年3月9日                 |
| 262                                   | 悲劇的刀獸！灰貓、嚎啕大哭！ （）                                              | 不适用                       | 2010年3月16日                |
| 263                                   | 幽禁？！千本櫻＆蛇尾丸 （）                                                    | 不适用                       | 2010年3月23日                |
| 264                                   | 女人的戰爭？七緒VS花天狂骨 （）                                                | 不适用                       | 2010年3月30日                |
| 265                                   | 進化！？最後的刀獸的威脅！ （）                                                | 不适用                       | 2010年4月6日                 |
| 破面・滅亡篇（第266话－第316话）      |                                                                                |                              |                              |
| 266                                   | 一護VS烏爾奇奧拉、再開！ （）                                                  | 316-339                      | 2010年4月13日                |
| 267                                   | 牽繫相連的心！拚命的左拳 （）                                                  | 339、340、341、342           | 2010年4月20日                |
| 268                                   | 厭惡與嫉妒…陷入窘境的織姬 （）                                                 | 341、342、343                | 2010年4月27日                |
| 269                                   | 一護和雨龍、背對背的羈絆！ （）                                                | 343-345                      | 2010年5月4日                 |
| 270                                   | 絕望的開始…一護、無法觸及的刀刃 （）                                           | 346-348                      | 2010年5月11日                |
| 271                                   | 一護之死！織姬、悲痛的喊叫聲！ （）                                            | 348-351                      | 2010年5月18日                |
| 272                                   | 一護VS烏爾奇奧拉、終結！ （）                                                  | 352-354                      | 2010年5月25日                |
| 273                                   | 鮫的猛威！赫麗貝兒解放 （）                                                    | 354-356                      | 2010年6月1日                 |
| 274                                   | 日番谷、奮不顧身的冰天百花葬！ （）                                            | 356、357、358                | 2010年6月8日                 |
| 275                                   | 迫近的死亡氣息…掌管死亡之王！ （）                                             | 356、357、359                | 2010年6月15日                |
| 276                                   | 一擊決殺！碎蜂卍解！ （）                                                      | 358、359、360、361           | 2010年6月22日                |
| 277                                   | 白熱！京樂VS史塔克！ （）                                                      | 361-362                      | 2010年6月29日                |
| 278                                   | 惡夢再臨…復活的十刃 （）                                                       | 363-364                      | 2010年7月6日                 |
| 279                                   | 平子與藍染…宿命的再會 （）                                                     | 365-367                      | 2010年7月13日                |
| 280                                   | 檜佐木與東仙…訣別之時 （）                                                     | 368-369                      | 2010年7月20日                |
| 281                                   | 虛假的王冠…拜勒崗的怨恨 （）                                                   | 370-371                      | 2010年7月27日                |
| 282                                   | 魂之力！群狼、襲來！ （）                                                      | 372-373                      | 2010年8月3日                 |
| 283                                   | 史塔克、獨剩一人的戰鬥 （）                                                    | 374-375                      | 2010年8月10日                |
| 284                                   | 犧牲的連鎖…赫麗貝兒的過去 （）                                                 | 376、原创                    | 2010年8月17日                |
| 285                                   | 百年的怨恨！日世里的復仇 （）                                                  | 376-378                      | 2010年8月24日                |
| 286                                   | 守護空座町！一護、奔向現世！ （）                                              | 378-380                      | 2010年8月31日                |
| 287                                   | 外傳！一護與魔法神燈 （）                                                      | 根据409原创                  | 2010年9月7日                 |
| 288                                   | 最後的王牌！一護、衝向決戰 （）                                                | 381-382                      | 2010年9月14日                |
| 289                                   | 白哉VS劍八？！亂戰開始 （）                                                    | 382-384                      | 2010年9月21日                |
| 290                                   | 為了正義？！拋棄死神的男人 （）                                                | 385-386                      | 2010年9月28日                |
| 291                                   | 與藍染的死鬥！平子、始解！ （）                                                | 386-387                      | 2010年10月5日                |
| 292                                   | 全面戰爭！藍染VS死神 （）                                                      | 388、389                     | 2010年10月12日               |
| 293                                   | 日番谷、激昂！憎惡之刃！ （）                                                  | 390-392                      | 2010年10月19日               |
| 294                                   | 無法攻擊！？被封印的元柳齋 （）                                                | 393-395                      | 2010年10月26日               |
| 295                                   | 全是圈套…被編造的羈絆！ （）                                                   | 396                          | 2010年11月2日                |
| 296                                   | 衝擊的真實･･･一護隱藏的力量！ （）                                             | 397、398                     | 2010年11月9日                |
| 297                                   | 伸長的刀！？一護vs銀！ （）                                                    | 399-401                      | 2010年11月16日               |
| 298                                   | 映畫！祭典！死神映畫祭！ （）                                                  | 不适用                       | 2010年11月23日               |
| 299                                   | 劇場公開紀念！地獄篇．序章 （）                                                | 不适用                       | 2010年11月30日               |
| 300                                   | 浦原登場！阻止藍染吧！ （）                                                    | 402-404                      | 2010年12月7日                |
| 301                                   | 一護、喪失鬥志！？銀的企圖！ （）                                              | 405-407                      | 2010年12月14日               |
| 302                                   | 最後的月牙天衝？ 一護的修行！ （）                                             | 408-410                      | 2010年12月21日               |
| 303                                   | 現世死神！正月特別！ （）                                                      | 不适用                       | 2011年1月4日                 |
| 304                                   | 外傳再開！今次的敵人是怪物！？ （）                                            | 根据379话相关内容原创        | 2011年1月11日                |
| 305                                   | 妄想爆走！檜佐木、往溫泉旅館！ （）                                            | 不适用                       | 2011年1月18日                |
| 306                                   | 為了保護！一護vs天鎖斬月！ （）                                                | 411、412                     | 2011年1月25日                |
| 307                                   | 緊急事態！藍染、進一步進化！ （）                                              | 413-415                      | 2011年2月1日                 |
| 308                                   | 再見了･･･亂菊 （）                                                             | 416-418                      | 2011年2月8日                 |
| 309                                   | 激鬥結束！釋放、最後的月牙天衝！ （）                                          | 419-421                      | 2011年2月15日                |
| 310                                   | 一護的覺悟！激鬥的代價 （）                                                    | 422、423                     | 2011年2月22日                |
| 311                                   | 魂葬刑事．卡拉克萊薩再發動！ （）                                              | 不适用                       | 2011年3月1日                 |
| 312                                   | 就任！新的二番隊隊長！ （）                                                    | 不适用                       | 2011年3月8日                 |
| 313                                   | 十一番隊冒著生命危險的男人！ （）                                              | 不适用                       | 2011年3月15日                |
| 314                                   | 魂看到了！美人OL的秘密 （）                                                    | 不适用                       | 2011年3月22日                |
| 315                                   | 八千流的朋友！正义的死神登场！ （）                                            | 不适用                       | 2011年3月29日                |
| 316                                   | 日番谷冬狮郎的假日！ （）                                                      | 不适用                       | 2011年4月5日                 |
| 護廷十三隊侵軍篇（第317话－第342话）  |                                                                                |                              |                              |
| 317                                   | 瀞靈廷非常事件！護廷十三隊侵軍篇！ （）                                        | 不适用                       | 2011年4月12日                |
| 318                                   | 戀次vs露琪亞？！與同伴的戰鬥！ （）                                            | 不适用                       | 2011年4月19日                |
| 319                                   | 一護包圍網！逃出屍魂界！ （）                                                  | 不适用                       | 2011年4月26日                |
| 320                                   | 護廷十三隊、現世集結！ （）                                                    | 不适用                       | 2011年5月3日                 |
| 321                                   | 一角vs一角！自己之間的對抗！ （）                                              | 不适用                       | 2011年5月10日                |
| 322                                   | 劇烈衝突！露琪亞vs露琪亞！ （）                                                | 不适用                       | 2011年5月17日                |
| 323                                   | 保護一護！望實的決心！ （）                                                    | 不适用                       | 2011年5月24日                |
| 324                                   | 收復瀞靈廷！隊長們、行動！ （）                                                | 不适用                       | 2011年5月31日                |
| 325                                   | 為了信奉之物！白哉vs日番谷！ （）                                              | 不适用                       | 2011年6月7日                 |
| 326                                   | 兩個雛森、日番谷的覺悟 （）                                                    | 不适用                       | 2011年6月14日                |
| 327                                   | 朽木家的驕傲！白哉VS白哉！ （）                                                | 不适用                       | 2011年6月21日                |
| 328                                   | 打倒影狼佐！死神，全力戰鬥！ （）                                              | 不适用                       | 2011年6月28日                |
| 329                                   | 禁斷的研究･･･望實隱藏的秘密！ （）                                             | 不适用                       | 2011年7月5日                 |
| 330                                   | 我要活著･･･！望實的斬魂刀！ （）                                               | 不适用                       | 2011年7月12日                |
| 331                                   | 為了戰鬥！覺醒吧望實！ （）                                                    | 不适用                       | 2011年7月19日                |
| 332                                   | 最凶惡的靈骸，在現世出現！ （）                                                | 不适用                       | 2011年7月26日                |
| 333                                   | 消滅望實！？元柳齋的決斷！ （）                                                | 不适用                       | 2011年8月2日                 |
| 334                                   | 消失的靈壓！一護，靈魂的決鬥！ （）                                            | 不适用                       | 2011年8月9日                 |
| 335                                   | 在斷界潛伏？已獨自一人的一護！？ （）                                          | 不适用                       | 2011年8月16日                |
| 336                                   | 追趕影狼佐！技術開發局，潛入！ （）                                            | 不适用                       | 2011年8月23日                |
| 337                                   | 改造魂魄的開發者 （）                                                          | 不适用                       | 2011年8月30日                |
| 338                                   | 魂的感情，望實的感情 （）                                                      | 不适用                       | 2011年9月6日                 |
| 339                                   | 保護一護！夥伴的羈絆！ （）                                                    | 不适用                       | 2011年9月13日                |
| 340                                   | 靈骸vs原種，驕傲的激鬥！ （）                                                  | 不适用                       | 2011年9月20日                |
| 341                                   | 侵軍篇，最終決戰！ （）                                                        | 不适用                       | 2011年9月27日                |
| 342                                   | 謝謝 （）                                                                      | 原创、423                    | 2011年10月4日                |
| 代理死神消失篇（第343话－第366话）    |                                                                                |                              |                              |
| 343                                   | 高中3年生！新章開始粉墨登場！ （）                                             | 424-425                      | 2011年10月11日               |
| 344                                   | 學校間抗爭！？一護和雨龍、共同鬥爭！ （）                                      | 425-428、429                 | 2011年10月18日               |
| 345                                   | 被襲擊的雨龍、同伴們受到威脅！ （）                                            | 428、429-430                 | 2011年10月25日               |
| 346                                   | 完現術的能力者・銀城空吾 （）                                                  | 431-433                      | 2011年11月1日                |
| 347                                   | 黑崎家不知不覺到來的危機！？一護的迷惑！ （）                                  | 原创、433                    | 2011年11月8日                |
| 348                                   | 代理證的力量，一護的「榮耀」！ （）                                            | 434-436                      | 2011年11月15日               |
| 349                                   | 下一個目標、瞄準織姬的魔爪！ （）                                              | 437-439                      | 2011年11月22日               |
| 350                                   | 殺死代理死神的男人！？月島的行動 （）                                          | 440-441、442                 | 2011年11月29日               |
| 351                                   | 完現術、被厭惡的力量！ （）                                                    | 441-442                      | 2011年12月6日                |
| 352                                   | 月島、急襲！修行被打擾！ （）                                                  | 442-444                      | 2011年12月13日               |
| 353                                   | 展開激鬥！一護、熟練運用完現術！ （）                                          | 445-446                      | 2011年12月20日               |
| 354                                   | 一護VS銀城，在遊戲空間！ （）                                                  | 447-449                      | 2011年12月27日               |
| 355                                   | 死神參戰！瀞靈廷也有新年SP！ （）                                              | 不适用                       | 2012年1月10日                |
| 356                                   | 敵人還是同伴！？銀城看不見的心！ （）                                          | 449-451                      | 2012年1月17日                |
| 357                                   | 偷偷靠近的威脅・・・月島的能力！ （）                                          | 452、原创                    | 2012年1月24日                |
| 358                                   | 劇烈衝突！？XCUTION襲擊銀城！ （）                                             | 452-453                      | 2012年1月31日                |
| 359                                   | 哀淒的戰鬥！一護vs茶渡＆織姫！ （）                                            | 454-456                      | 2012年2月7日                 |
| 360                                   | 一護VS雨龍！？誰是背叛者！ （）                                                | 456-458                      | 2012年2月14日                |
| 361                                   | 新的姿態！護廷十三隊，登場！ （）                                              | 459-460                      | 2012年2月21日                |
| 362                                   | 復活！代理死神・黑崎一護！ （）                                                | 461-463                      | 2012年2月28日                |
| 363                                   | 激鬥！死神vsXCUTION！ （）                                                     | 464-468                      | 2012年3月6日                 |
| 364                                   | 絕體絕命！？記憶之中的白哉 （）                                                | 468、470、471、472           | 2012年3月13日                |
| 365                                   | 一護VS銀城！代理證的秘密 （）                                                  | 470、473-476                 | 2012年3月20日                |
| 366                                   | 歷史改變，心不變 （）                                                          | 476-479                      | 2012年3月27日                |

## 台灣季的分法
第一季：1~51集
第二季：52~109集
第三季：110~167集
第四季：168~229集
第五季：230~265集
第六季：266~316集
第七季：317~366集

## 相关连结
- 东京电视台《死神》官网上的单集介绍 （页面存档备份，存于）
- Studio Pierrot《死神》官网的剧情介绍 （页面存档备份，存于）